# 6P/d'Arrest
6P/d'Arrest o Cometa d'Arrest è una cometa periodica del Sistema solare, appartenente alla famiglia delle comete gioviane. È stata scoperta da Heinrich Louis d'Arrest il 28 giugno 1851 dall'osservatorio di Lipsia, in Germania.
È passata a poco più di una cinquantina di milioni di km (0,35 UA) dalla Terra il 9 agosto 2008. La cometa era già passata in prossimità del nostro pianeta il 13 agosto 1976, quando transitò a 0,15 UA dalla Terra nel giorno del suo perielio. In quell'occasione raggiunse la massima magnitudine osservata, pari a 4,9.
Nel 1991, Andrea Carusi e Giovanni B. Valsecchi dell'Istituto di Astrofisica Spaziale e Fisica cosmica di Roma, e indipendentemente, Ľubor Kresák e Margita Kresáková dell'Istituto Astronomico Slovacco di Bratislava, avanzarono l'ipotesi che la cometa fosse la stessa osservata da Philippe de La Hire nel 1678, fatto accertato in seguito.